# Zengakuren
Zengakuren var en anarkokommunistisk liga av studenter som grundades 1948 i Japan. Ordet Zengakuren (全 学 連) är en förkortning av Zen Nihon Gakusei Jichikai Sō Rengō (全 日本 学生 自治 会 総 連 合) som bokstavligen betyder "All-Japan League of Student Self Government". Man utmärkte sig för stor disciplin och militans i samlade snabba attacker med enhetlig klädsel, utrustning och beväpning. Zengakuren har varit inblandad bl.a. i Japans Peace Treaty Movement, och i motstånd mot Koreakriget i sin första etapp. Även om ligan formellt organiserades den 18 september 1948 kan politiska rörelser bland japanska studenter bli spårade tillbaka till mycket tidigare tider.  Medan de flesta författare anser att den  politiska studentrörelsen började hand i hand med den växande arbetarrörelsen efter första världskriget,  säger vissa författare att denna rörelse är lika gammal som japanska högre institutioner. Under 1960-talets studentuppror hade man goda kontakter med franska Situationistiska Internationalen.
Akio Iwai, en medlem av det japanska kommunistpartiet (JCP) var den första presidenten.  1960 blev ligan uppdelad efter aktiviteter som gällde revisionen av Japan-USA:s säkerhetsfördrag. Tre tendenser framkom: 1. Minsei: Grupper anslutna till JCP 2. Sampo Rengo: En allians av tre fraktioner som är kritiska till JCP: Japan Revolutionary Communist League, Japans Socialistiska Student League och Japan League of Socialist Youth 3. Marugaku: Den japanska förbundet av marxistiska studenter som består av en principfraktion (Chukakuha) och en "revolutionär marxistisk" fraktion (Kakumaru). Under 1960-talet genomförde Zengakuren-organisationer protester mot den amerikanska invasionen av Vietnam. I ett anmärkningsvärt fall hade USA:s president Dwight D. Eisenhower planerat att besöka Japan under en 1960-turné i Asien, men så många Zengakuren visade sig protestera på flygplatsen som han bestämde sig för att inte landa.